# Fushanosaurus

Fushanosaurus — рід динозаврів з клади Titanosauriformes, що існував у пізньому юрському періоді. Відомий за рештками тільки правої стегнової кістки завдовжки 180 см, знайденої на території КНР. Описано один вид — Fushanosaurus qitaiensis.